# Plattschwänze
Die Plattschwänze (Laticauda), auch als Seekraits bezeichnet, sind eine Gattung der Giftnattern (Elapidae). Erstmals wissenschaftlich beschrieben wurden sie im Jahre 1768 von dem österreichischen Naturwissenschaftler Josephus Nicolaus Laurenti. Die Plattschwänze werden in die monotypische Unterfamilie Laticaudinae (Plattschwanz-Seeschlangen) gestellt, zeitweise standen sie auch in der Unterfamilie der Seeschlangen (Hydrophiinae).

## Merkmale
Die Plattschwänze sind mittelgroße Schlangen von schlanker Gestalt mit zylindrischem Körper, vertikal abgeflachtem Schwanz und meist kurzem, kaum vom Körper abgesetztem Kopf. Alle Arten weisen eine auffällige Zeichnung mit schwarzen oder dunkelbraunen Bändern auf hellerer, meist weißer bis blauer Grundfarbe auf. Bei Laticauda crockeri wird häufig Melanismus beobachtet.

## Lebensweise
Die Arten dieser Gattung leben zwar vorzugsweise im Wasser, sind aber vergleichsweise stark landorientiert. Daher spricht man bei den Plattschwänzen auch von amphibischen Seeschlangen.
Plattschwänze kommen zum Atmen an die Wasseroberfläche. Bei Arten wie Laticauda saintgironsi wurden Tauchdauern von mehr als 100 Minuten beobachtet.
Sie suchen das Land zur Häutung, Aufnahme von Süßwasser und Eiablage auf. Sie ernähren sich von Fischen, insbesondere von aalartigen Fischen, die mit einem Giftbiss gelähmt werden. Plattschwänze sind ovipare Reptilien (im Gegensatz dazu sind alle Seeschlangen der Unterfamilie Hydrophiinae lebendgebärend), die Gelege können um die 20 Eier umfassen und werden beispielsweise in Felsspalten abgelegt. Über das Fortpflanzungsverhalten von Laticauda crockeri ist man sich noch nicht ganz einig.

## Vorkommen
Die Plattschwänze sind in den Küstengebieten Südostasiens verbreitet und kommen bei vielen westpazifischen Inseln vor. Zwei Arten dringen bis zur Nordküste Australiens vor. Laticauda crockeri ist endemisch im Lake Te´Nggano auf den Salomonen und teilt sich diesen Brackwassersee mit dem Nattern-Plattschwanz (Laticauda colubrina).

## Giftigkeit
Die Plattschwänze gehören zu den äußerst giftigen Schlangenarten. Allerdings sind sie im Allgemeinen zwar sehr neugierig, aber eher unaggressiv, so dass es nur selten zu Bissen kommt. Grund für einen Biss sind häufig hektische Bewegungen des Tauchers. Aber auch in der Paarungszeit kann es eher zu einem aggressiven Verhalten kommen. Wie alle Seeschlangen haben auch die Plattschwänze nur relativ kurze Giftzähne. Meist reicht hier schon ein dicker Neoprenanzug, um sich vor dem Biss zu schützen.
Die Gifte der Schlangen sind lebensgefährlich, da sie auf das Nervensystem wirken und zu Lähmungen der Skelettmuskulatur bis hin zur Atmung führen können. Die Einstichstelle zeigt normalerweise weder Schmerzen noch lokale Veränderungen oder Symptome. Die Wirkungen im Körper können je nach Dosis des Giftes wenige Minuten nach dem Biss, meistens jedoch erst eine halbe bis eine Stunde später auftreten. Lebensgefährliche Reaktionen können auch erst viele Stunden nach dem Biss auftreten.

## Ökologie
Zu den natürlichen Fressfeinden (Prädatoren) der Plattschwänze zählen Greifvögel wie Seeadler und Fischadler sowie Riffreiher und Tigerhaie. Auf einigen Inseln, auf denen Mungos eingeschleppt wurden, sind die Plattschwänze ausgerottet, da sie eine leichte Beute für diese Mangusten darstellen.

## Arten
Der Gattung der Plattschwänze werden aktuell acht Arten zugerechnet, die im Folgenden nach Taxon sortiert sind (Stand: Dezember 2022):
| Trivialname                                  | Taxon                     | Erstbeschreibung                | Verbreitung            | Bild |
| -------------------------------------------- | ------------------------- | ------------------------------- | ---------------------- | ---- |
| Nattern-Plattschwanz, Gelblippen-Seeschlange | Laticauda colubrina       | (Schneider, 1799)               |                        |      |
|                                              | Laticauda crockeri        | Slevin, 1934                    |                        |      |
|                                              | Laticauda frontalis       | (De Vis, 1905)                  |                        |      |
|                                              | Laticauda guineai         | Heatwole, Busack & Cogger, 2005 |                        |      |
| Gewöhnlicher Plattschwanz                    | Laticauda laticaudata     | (Linnaeus, 1758)                | Ostindien, Westpazifik |      |
|                                              | Laticauda saintgironsi    | Cogger & Heatwole, 2006         |                        |      |
|                                              | Laticauda schistorhynchus | (Günther, 1874)                 | Indonesien             |      |
| Halbgebänderter Plattschwanz                 | Laticauda semifasciata    | (Reinwardt, 1837)               | Westpazifik            |      |